# D'Este (cràter)
D'Este és un cràter d'impacte en el planeta Venus de 21,6 km de diàmetre. Porta el nom d'Isabel d'Este (1474-1539), noble italiana, i el seu nom va ser aprovat per la Unió Astronòmica Internacional el 1994.